# DNA-ligas

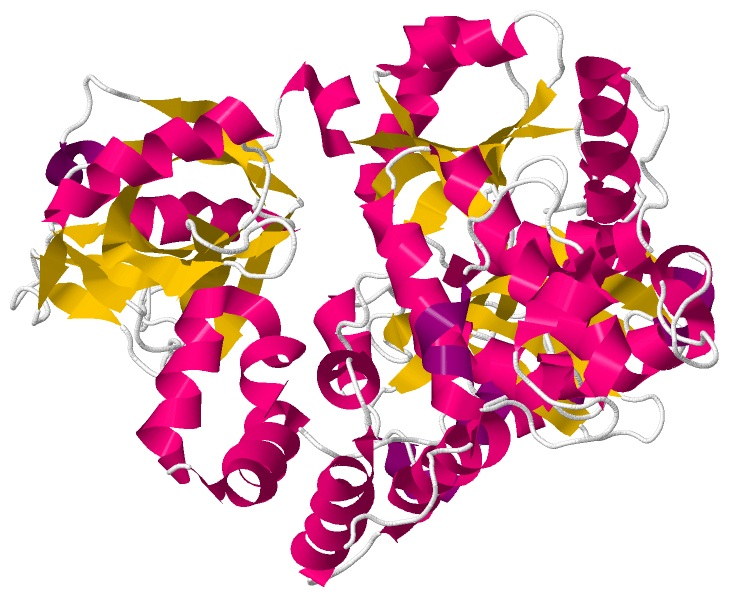
En principiell skiss över DNA-ligas Tertiärstruktur.

DNA-ligas är ett enzym, ett ligas (från latinets li'go som betyder "förena"), som har isolerats från bakterier och virus och ofta används inom molekylärbiologin för att binda ihop två olika DNA-fragment. Den första observationen av aktiviteten hos DNA-ligas gjordes hos prokaryota celler och virus, där DNA-ligaset förekom i muterade former.
Syntetiserandet av fosfodiesterbindningar skapas vid ett brott på en enkelsträngad DNA-sträng med hjälp av DNA-ligas. Reaktionen sker mellan en 3'-OH-grupp och en 5'-monofosfat. DNA-ligas bibehåller den strukturella integriteten hos genomet, genom att verka vid till exempel replikationen och rekombinationen, då dessa cellulära processer riskerar att mutera och förstöra DNA:t.
DNA-ligas förekommer i alla organismer, men dess funktion, storlek och aminosyrasekvens varierar stort. De kan ändå delas upp i två olika grupper: de som behöver NAD+ eller de som behöver ATP för aktiverandet. Endast hos prokaryoter har användningen av NAD+ påvisats, medan bland annat eukaryoter använder sig av ATP-molekylen.
DNA-ligas spelar en viktig roll under replikationen. Ett av de tre mest undersökta DNA-ligasen karakteristiska för däggdjuren, DNA-ligas I, hjälper till att binda ihop okazakifragmenten under själva replikationen.

## DNA-ligas hos människan

DNA-ligas under replikationen.

Vid sammanbindningen av okazakifragmenten under replikationen spelar DNA-ligas I en viktig roll hos människan på den släpande strängen, även kallad "lagging strand".

### Aktivering
För att DNA-ligas I ska kunna binda in till okazakifragmenten krävs andra enzymer som hjälper till vid replikationen. Proteinet DNA-polymeras α binder in till den komplementära DNA-strängen och syntetiserar en cirka 30 nukleotider lång primer, som PCNA senare kan binda in till. Till detta kan DNA-polymeras δ binda in och fortsätta syntetisera primer, men kommer även att börja omplacera de inledande primrarna för att förbereda för PCNA-bundet endonukleas I, i den process som kallas för nicked translation. Därefter kan DNA-ligas I binda in och försegla de nicked produkterna i en trestegs nukleotidyltransferasreakion.

### Reaktionsmekanism
Runt varje nicked strand binder tre stycken DNA-ligas I. Nukleotidyltransferasreaktionen involverar bland annat en kovalent modifikation av både DNA-ligaset och DNA-substratet.
Adenylgruppen hos ATP-molekylen överförs till ε-kvävet hos ett enzym-lysin och en fosfoamidbindning uppstår, samtidigt som PPi frigöras. Adnylgruppen förs sedan över till 5'-fosforylterminalen hos den brutna änden av DNA:t och ett adenyliserat DNA bildas. DNA-ligas katalyserar sedan reaktionen som bildar en fosfodiesterbindning mellan 3'-OH-änden och 5'-fosforyländen och frigör AMP. Den energikrävande reaktionen hos bildandet av fosfodiesterbindningar får energi från hydrolyseringen av ATP, som även används i reaktionen, och AMP+PPi frigörs.

### Blooms syndrom

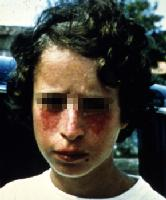
En person med röda områden under ögonen på grund av Blooms syndrom.

Blooms syndrom är en ärftlig sjukdom, där den som har denna sjukdomen har delvis defekt DNA-ligas. Konsekvenserna blir att reparationen av DNA:t blir bristfällig och de sjuka har ofta en högre risk för cancer.

#### Symptom
Typiska symptom för Blooms syndrom är kortväxthet, ett smalare ansikte och röda hudutslag vid exponering av sol. Ytterligare symptom är olika färg på hudfläckar, en liten käke och stora öron, en högfrekvent röst och föröknings- och inlärningssvårigheter.

## Klippa och klistra DNA

Illustration över en klistrig ände vid användning av restriktionsenzymet HindIII, som DNA-ligas senare kan binda ihop.

Med hjälp av restriktionsenzymer kan DNA klippas i. Då uppstår två stycken så kallade klistrig ändringar utgjorda av palindrom där basparen är komplementära. Vid tillsats av DNA-ligas kommer sedan enzymet att binda ihop ryggraden hos DNA:t. Utbytet hos en ligering med klistriga ändar är betydligt högre än en blunt-end-ligering (som också kan sammanfogas med hjälp av DNA-ligas). Vid blunt-end-ligering används ofta T4-DNA-ligas